# Marek Borowski
Pour les articles homonymes, voir Borowski.
Marek Borowski () (né le 4 janvier 1946  à Varsovie) est un homme politique polonais.

## Biographie
Alors membre du Parti ouvrier unifié polonais (le parti communiste au pouvoir), il travaille au ministère de l'intérieur dans les années 1980. Selon l'hebdomadaire Wprost, il est un informateur de la SB, les services secrets.
De 1989 à 1991, il est ministre des finances dans le gouvernement de Tadeusz Mazowiecki puis celui de Jan Krzysztof Bielecki.
Marek Borowski fait partie de la direction du SLD, l'Alliance de la gauche démocratique. 
Il en devient un responsable local (à Piła), et obtient la vice-présidence de la Diète (la Chambre basse du parlement polonais) entre 1996 et 2001, avant d'en être président (maréchal) de 2001 à 2004. 
En 2004, il quitte le SLD et fonde la Social-démocratie de Pologne.
Profitant des polémiques contre Włodzimierz Cimoszewicz, il se présente comme candidat de gauche à l'élection présidentielle polonaise de 2005, et obtient 10,44 % des voix.
Aux législatives qui suivent, il se présente à Varsovie mais n'est pas élu.
En 2006, il échoue également aux municipales de Varsovie avec 23 % des voix.
En 2011, il est élu comme candidat indépendant au Sénat dans la 42e circonscription (Varsovie-Est). Il est seul élu de gauche avec Włodzimierz Cimoszewicz (sénateur sortant réélu). Il est réélu en 2015 dans la même circonscription avec 60,69 % des voix.

## Distinctions
- Officier de l'ordre de la Légion d'honneur[1].